# Železniška vojna v Rusiji (2022)
Železniška vojna se je začela v različnih regijah Rusije spomladi 2022, po izbruhu podobne železniške vojne v Belorusiji.
Po poročanju The Insiderja je med marcem in junijem 2022 v Rusiji iztirilo najmanj 63 tovornih vlakov. To je skoraj 150% povečanje števila nesreč kot v enakem obdobju lani.

## Organiziranost
Odgovornost za železniško vojno so prevzeli predstavniki Bojne organizacije anarho-komunistov. Med drugim so onemogočili prihod vlakov k vojaškim enotam v Vladimirski regiji, kjer se nahaja glavnina raketno-topniškega oddelka ruskega obrambnega ministrstva.
Spomladi je bilo ustanovljeno gibanje »Ostanovi vagoni« (dobesedno: »Ustavite vagone«), ki se ukvarja s sabotažami na železnicah v številnih regijah Rusije.
Za nekatere partizanske akcije, izvedene na infrastrukturi ruskih železnic, je odgovornost prevzela beloruska organizacija »Busli Ljetjat« (Буслы летят).

## Odzivi oblasti
24. februarja, na prvi dan vojne, je ministrstvo za promet ukazalo povečanje varnostni na železnicah v južnih regijah. Aprila je ukrajinski Glavni obveščevalni direktorat objavil telegram, v katerem je pozval vodje določenih železniških odsekov v Rostovski in Krasnodarski oblasti, naj za zagotavljanje varnosti sodelujejo s FSB in policijo.
Junija je revija RŽD-Partner s sklicevanjem na Gosželdornadzor zapisala, da je bilo več kot 55% nesreč tovornih vlakov v zadnjih štirih mesecih povezanih s stanjem železniških tirov. Obenem je FSB vsaj enkrat poročala o pridržanju ljudi, ki naj bi pripravljali sabotaže na "objektu prometne infrastrukture" v Belgorodski oblasti.